# كليشي
كليشي (بالفرنسية: Clichy) هي بلدية فرنسية تابعة لإقليم أو-دو-سين في إيل دو فرانس وتقع في شمال فرنسا على الضفة الغربية لنهر السين وتعتبر إحدى ضواحي باريس وبها حوالي 58200 ساكن حسب إحصائيات سنة 2009.

## توأمة
لكليشي اتفاقيات توأمة مع كل من:
- بيت ساحور
- هايدنهايم
- سانت بولتن
- سانتو تريسو
- روبي
- London Borough of Southwark [الإنجليزية]‏

## أعلام
- ماريان بيرل
- إيلان هاليفي
- آلان موينو
- لوسيان نات
- أوليفييه مسيان
- طوما بيكيتي
- كارلوس
- جيرمين ميشيل
- جاك مسرين
- لويز ويبر

## روابط
- الموقع الرسمي لعمادة المدينة